# 862년

## 연호
- 당(唐) 함통(咸通) 3년
- 일본(日本) 조간(貞観) 4년

## 기년
- 당(唐) 의종(懿宗) 3년
- 신라(新羅) 경문왕(景文王) 2년
- 발해(渤海) 대건황(大虔晃) 5년

## 사건
- 신라 경문왕 2년 도선이 도선사를 세움.
- 러시아에 노브고르트 공국 건설
- 11.17 신라, 신라인들이 일본에 도착함